# Moeder Teresa
Moeder Teresa, geboren als Anjezë Gonxha Bojaxhiu (Skopje, 26 augustus 1910 – Calcutta, 5 september 1997), was een Albanese katholieke zuster, stichteres van de Missionarissen van Naastenliefde en Nobelprijswinnares voor de Vrede. Zij zette zich in onder de armsten der armen in India. De congregatie die ze in 1950 stichtte telde in 2012 meer dan 4500 leden met 300 tehuizen en was actief in 133 landen.
Na haar dood werd in India een dag van nationale rouw afgekondigd. Ze ontving een staatsbegrafenis, een eer die in India normaal alleen verleend wordt aan de hoogste politieke leiders.
In 2003 werd ze zalig verklaard en op 4 september 2016 volgde de heiligverklaring.

## Levensloop
Anjezë Gonxha Bojaxhiu werd geboren in het toenmalige Ottomaanse Rijk (nu Noord-Macedonië). Ze groeide op in een prominent Albanees-katholiek gezin uit Gjakovë, het huidige Kosovo. Op 17-jarige leeftijd trad ze als novice in bij de orde van Onze lieve vrouw van Loreto te Rathfarnham, Ierland. Een jaar later vertrok ze naar Calcutta in India. Daar werd ze onderwijzeres aan een meisjesschool. In verwijzing naar Theresia van Lisieux koos zij daar de naam waaronder zij wereldwijd bekend kwam te staan: Moeder Teresa.
Getroffen door het lot van lijders aan lepra, talloze dakloze zieken en stervenden, zwervende kinderen en hongerigen besloot zij zich te wijden aan deze armsten der armen. Ze verliet met toestemming van Pius XII haar klooster en zette in Calcutta een wereldwijd bekend werk onder armen op, dat zij tot kort voor haar dood leidde. Ze stichtte de orde van de Missionarissen van Naastenliefde, een religieuze orde voor nonnen in Calcutta. Veel jonge vrouwen sloten zich bij haar aan. De organisatie werd zo groot dat ook buiten India veel huizen werden opgericht. In 25 jaar werden dat over de hele wereld 90 huizen waar 1132 zusters leefden en werkten. Er kwam ook een tak voor kloosterbroeders, alsmede een beweging voor leken. Een Nederlands tehuis van de Missionarissen van Naastenliefde, opgericht in 1977, bevindt zich te Rotterdam. In België werd In 1980 een tehuis te Gent opgericht.
In 1979 ontving Moeder Teresa voor haar werk de Nobelprijs voor de Vrede.

## Zalig- en heiligverklaring
In 2002 erkende het Vaticaan de genezing van een kwaadaardige tumor in de buik bij de Indiase Monica Besra als een wonder. Monica Besra getuigde dat zij, toen zij naar de mis ging, bij het binnengaan van de kerk een foto van Moeder Teresa zag en dat er lichtstralen uit haar ogen kwamen. Hierna voelde zij zich duizelig worden en werd ze door zusters in bed gelegd. De zusters legden een medaillon van Maria op haar gezwel. Zes uur later was ze genezen. Hiertoe werden 113 getuigen gehoord en 35.000 pagina's aan documentatie verzameld. Er bestaat echter controverse over de waarheidsgetrouwheid van deze getuigen en documentatie. Besra's artsen zeggen dat haar cyste en tuberculose door hun behandeling zijn genezen.
Op 19 oktober 2003 werd Moeder Teresa zalig verklaard door paus Johannes Paulus II. Bij de zaligverklaring op het Sint-Pietersplein in Vaticaanstad waren onder anderen de Franse premier Raffarin, de Franse presidentsvrouw Bernadette Chirac, koningin Fabiola van België en president Rugova van Kosovo aanwezig.
Op 4 september 2016, negentien jaar na haar overlijden, werd Moeder Teresa door paus Franciscus heilig verklaard tijdens een speciale mis op het Sint-Pietersplein.

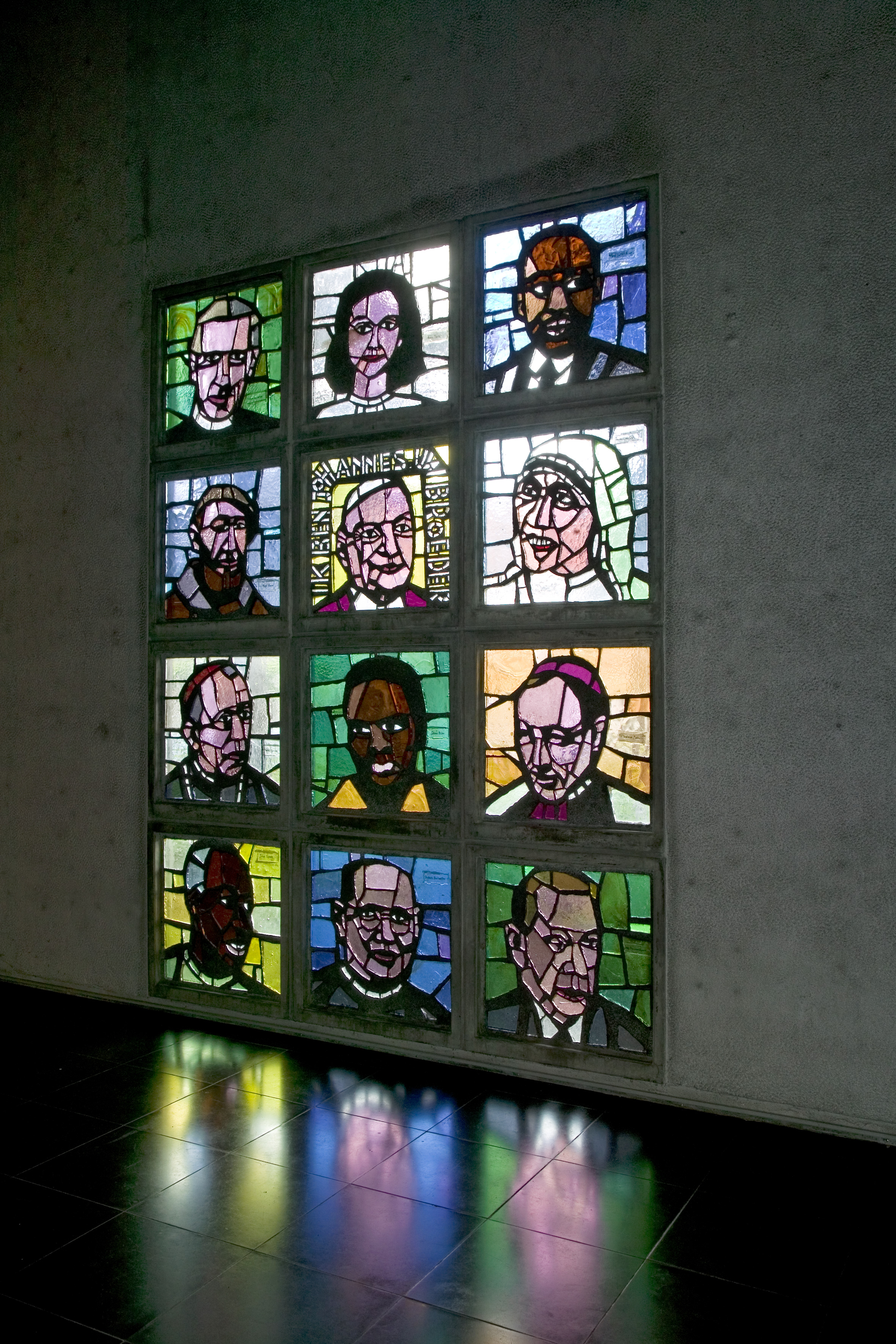
Moeder Teresa (tweede van rechtsboven) als moderne heilige in de Sint-Annakerk (Heerlen)

## Lof en kritiek
Moeder Teresa werd zowel geprezen als bekritiseerd om haar standpunten op het vlak van verantwoord ouderschap en abortus. De Belgische atheïst en filosoof Etienne Vermeersch schreef kritisch over Moeder Teresa omdat ze zich tegen kunstmatige contraceptie uitsprak, maar kreeg op zijn beurt kritiek van de filosoof Herman De Dijn. De journalist Christopher Hitchens wijdde in 1994 een documentaire aan haar: "Hell's Angel" en schreef een kritisch boek over Moeder Teresa: The Missionary Position: Mother Teresa in Theory and Practice (1995). In dit boek bekritiseert Hitchens haar standpunt over lijden en stelt hij dat ze lijden niet probeerde te verlichten, maar het eerder zag als een middel om dichter bij God te komen. Hij beschrijft dat ze haar hulpbehoevende patiënten vaak niet de nodige medische zorg bood en het lijden juist zou hebben verheerlijkt.
Daarnaast onderzocht een team van de Universiteit van Montreal in 2013 verschillende bronnen over Moeder Teresa. Zij concludeerden dat Moeder Teresa vaak het lijden van de armen benadrukte als iets positiefs en spiritueels. Zo zou zij eens hebben gezegd dat lijden een manier is om “Christus aan het kruis te ontmoeten.”
De Belgische sinoloog en literator Simon Leys reageerde hierop in 1997. Eerst gebeurde dit via de lezersrubriek van de New York Review of Books. Nadien hekelde Leys in een uitgewerkt essay The Hall of Uselessness (2011) Hitchens' gebrek aan kennis van de christelijke traditie.
Aroup Chatterjee (in 1958 te Calcutta geboren) meende dat het beeld dat bij het Westerse publiek ontstaan was met betrekking tot Moeder Teresa als onzelfzuchtige helpster van de armen niet klopte. Hij schreef een boek over zijn bevindingen vanaf 1990: "Mother Teresa, The Untold Story" (2002), later gepubliceerd als "Mother Teresa, The Final Verdict" (2016). Materiaal van hem werd - met zijn toestemming - door Hitchens gebruikt voor diens documentaire in 1994.
In een artikel uit 2003 beweerde Hitchens dat Moeder Teresa gestolen geld zou hebben aangenomen van de Haïtiaanse dictator Jean-Claude Duvalier, in ruil waarvoor ze zijn bewind zou hebben geprezen. Ze zou ook geld hebben aangenomen van Charles Keating, een Amerikaanse bankier die in 1989 door het faillissement van de spaarbank Lincoln Savings and Loan duizenden Amerikanen van hun spaargeld beroofde.
Hitchens en Chatterjee zijn door het Vaticaan als getuigen gevraagd ter voorbereiding van haar heiligverklaring.

## Onderscheidingen

Moeder Teresa ontvangt opnieuw een prijs, dit keer van de president van de Verenigde Staten

Moeder Teresa is vele malen onderscheiden, onder meer met de volgende prijzen:
- 1962 - Ramon Magsaysay Award
- 1971 - Paus Johannes XXIII-vredesprijs
- 1971 - John F. Kennedy Award
- 1972 - Nehru Award, ontvangen van Indira Gandhi
- 1973 - Templetonprijs
- 1978 - Balzanprijs
- 1979 - Nobelprijs voor de Vrede
- 1980 - Bharat Ratna
- 1984 - Damian Dutton Award
- 1985 - Presidential Medal of Freedom, ontvangen van president Ronald Reagan
- 1992 - UNESCO-prijs voor Vredeseducatie
- 1996 - Ereburger van de Verenigde Staten

## Motto
Een veel door Moeder Teresa gebruikt motto:

De vrucht van stilte is het gebed.

De vrucht van het gebed is geloof.

De vrucht van het geloof is liefde.

De vrucht van liefde is dienstbaarheid.

De vrucht van dienstbaarheid is vrede.

## Naamgeefster

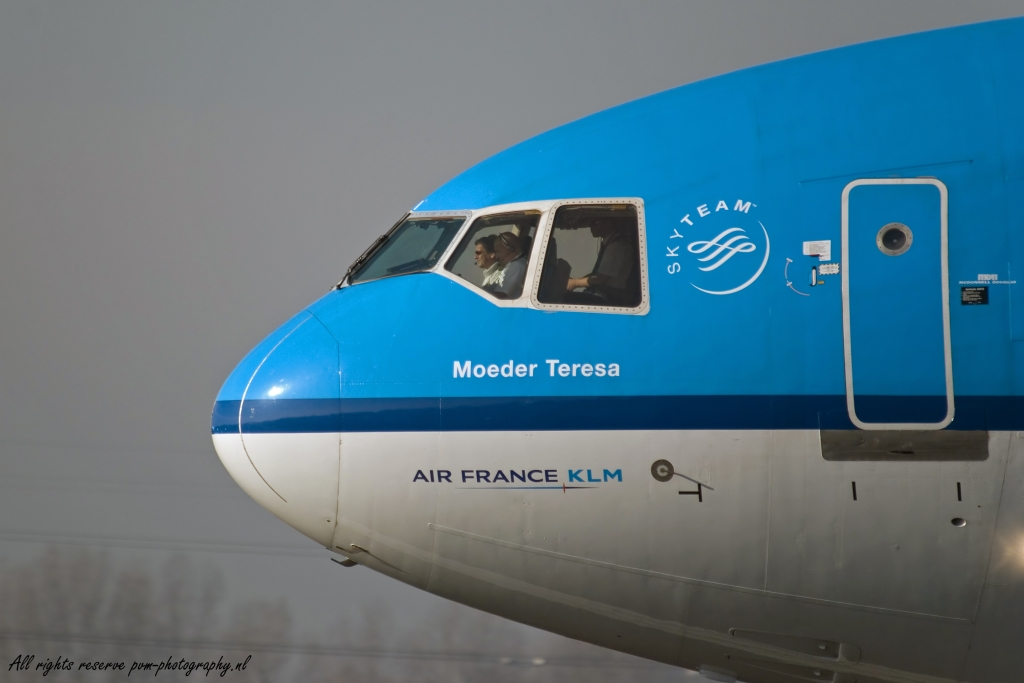
KLM MD-11 Moeder Teresa

- Bij wijze van eerbetoon zijn heel wat zaken naar Moeder Teresa genoemd, met name in de Albanese wereld, waaronder de luchthaven van Tirana en het Sheshi Nënë Tereza in Tirana, de Bulevardi Nënë Tereza in Pristina, de Rruga Nënë Tereza in Pejë (Kosovo) en de Rruga Nënë Tereza in het eveneens Kosovaarse Gjakovë. De kathedraal van het bisdom Sapë in het Noord-Albanese Vau i Dejës heet eveneens de Moeder Teresakathedraal.
- Een McDonnell Douglas MD-11 toestel (registratie PH-KCI) van de KLM was vernoemd naar Moeder Teresa.[14][15]
- De Moeder Teresakerk in Hengelo is de enige Nederlandse kerk die naar haar vernoemd is.

## Trivia
In 1969 maakte Malcolm Muggeridge voor de BBC een documentaire getiteld Something beautiful for God. Muggeridge raakte onder de indruk van het werk van Moeder Teresa, die voor deze documentaire werd gefilmd. Voor deze documentaire maakte men opnamen in een gebouw waar Moeder Teresa werkte, genaamd Het huis van de stervenden. De cameraman, Ken McMillan, gebruikte voor de opnamen binnen in dit huis een nieuw type Kodakfilm, dat hij nog niet eerder had gebruikt. Terug in Engeland bekeek men de opnamen en viel het op dat de beelden gemaakt in Het huis van de stervenden van zeer goede kwaliteit waren en elk detail zichtbaar was. De cameraman zei dat hij dat verbazend en buitengewoon vond en wilde vervolgens uitleggen dat de kwaliteit te danken was aan de nieuwe Kodakfilm. Muggeridge stelde dat het hier goddelijk licht betrof. Hij was ervan overtuigd dat hij getuige was geweest van een wonder en getuigde hierover in de media.

## Publicaties
- Georges Gorrée en Jean Barbier Tu m'apportes l'amour (1975; Ned. vert.: Liefde kent geen grenzen, 1979)
- A way of love (1982, Ned. vert. 1992)
- Moeder Teresa en Kathryn Spink In the silence of the heart (1983) ISBN 9780281040360 (Ned. vert. 1985)
- The wisdom of Mother Teresa (1989) (Ned. vert. 1993)
- The book of giving (1990; Ned. vert.: Moeder Teresa: een leven van liefde, 1990)
- Egbert Brock Mutter Teresa. Missionarin der Nächstenliebe, Reihe Christ in der Welt, Heft 52, Union Verlag (VOB), Oost-Berlijn 1981